# Filicophyta (classification phylogénétique)
L'arbre phylogénétique des Filicophyta (Polypodiopsida, Polypodiidae, Leptosporangiatae, Filicophytes ou Fougères leptosporangiées) est le cladogramme mettant en lumière les relations de parenté existant entre leurs différents groupes (ou taxa). Il subsiste néanmoins certains désaccords concernant plusieurs relations de parenté.

## Arbre phylogénétique
Le cladogramme présenté ici ne possède qu'une valeur indicative. Il n'est pas forcément consensuel, et on peut toujours se référer à la bibliographie au bas de l'article.
Le symbole ▲ renvoie à la partie immédiatement supérieure de l'arbre phylogénétique du vivant. Le signe ► renvoie à la classification phylogénétique du groupe considéré. Tout nœud de l'arbre portant plus de deux branches montre une indétermination de la phylogénie interne du groupe considéré.
Les habitudes typographiques des botanistes et des zoologistes sont différentes. Ici, par commodité de lecture, et certains groupes actuels relevant des deux domaines traditionnels, les noms de taxons supérieurs au genre sont tous écrits en caractères droits, les noms de genres ou d'espèces en italiques.
À la suite d'un taxon, sa période d'apparition, quand elle est connue, peut être indiquée suivant la légende suivante :
(Plé) : Pléistocène ; (Pli) : Pliocène ; (Mio) : Miocène ; (Oli) : Oligocène ; (Éoc) : Éocène ; (Pal) : Paléocène ; (Cré) : Crétacé ; (Jur) : Jurassique ; (Tri) : Trias ; (Per) : Permien ; (Car) : Carbonifère ; (Dév) : Dévonien ; (Sil) : Silurien ; (Ord) : Ordovicien ; (Camb) : Cambrien ; (Edi) : Édiacarien. Pour plus de précision si possible, (-) : inférieur ; (~) : moyen ; (+) : supérieur.

```
 
▲

 └─o 
Filicophyta

   ├─o 
Tedeleaceae
 (éteint)
   └─o
     ├─o 
Botryopteridaceae
 (éteint)
     ├─?
     │ ├─? 
Sermayaceae
 (éteint)
     │ ├─? 
Psalixochlaenaceae
 (éteint)
     │ └─? 
Anachoropteridaceae
 (éteint)
     ├─o 
Hymenophyllopsidaceae
 (éteint)
     ├─o 
Osmundales
 ou 
Osmundaceae

     └─o
       ├─o 
Hymenophyllales
 ou 
Hymenophyllaceae

       ├─o 
Gleicheniales

       │ ├─o 
Gleicheniaceae

       │ └─o
       │   ├─o 
Matoniaceae

       │   └─o 
Dipteridaceae

       └─o
         ├─o
         │ ├─? 
Tempskyaceae
 (éteint)
         │ └─o 
Schizaeales

         │   ├─o 
Lygodiaceae

         │   └─o
         │     ├─o 
Anemiaceae

         │     └─o 
Schizaeaceae

         └─o
           ├─o 
Hydropteridales
 ou 
Salviniales
 
s.l.

           │ ├─o 
Marsileaceae

           │ └─o 
Salviniales
 
s.s.

           │   ├─o 
Hydropteris
 (éteint)
           │   └─o 
Salviniaceae

           └─o
             ├─o 
Cyatheales

             │ ├─o 
Thyrsopteridaceae

             │ └─o
             │   ├─o
             │   │ ├─o 
Loxomataceae

             │   │ └─o
             │   │   ├─o 
Plagiogyriaceae

             │   │   └─o 
Culcitaceae

             │   └─o
             │     ├─o 
Metaxyaceae

             │     ├─o 
Cibotiaceae

             │     ├─o 
Dicksoniaceae

             │     └─o 
Cyatheaceae

             └─o 
Polypodiales

               ├─o 
Lindsaeaceae

               ├─o 
Saccolomataceae

               └─o
                 ├─o 
Dennstaedtiaceae

                 └─o
                   ├─o 
Pteridaceae

                   │ ├─o 
Cryptogrammoideae

                   │ └─o
                   │   ├─o
                   │   │ ├─o 
Pteridoideae

                   │   │ └─o 
Ceratopteridoideae

                   │   └─o
                   │     ├─o 
Adiantoideae

                   │     └─o 
Cheilanthoideae

                   └─o
                     ├─o
                     │ ├─o 
Aspleniaceae

                     │ ├─o 
Woodsiaceae

                     │ ├─o 
Thelypteridaceae

                     │ └─o
                     │   ├─o 
Blechnaceae

                     │   └─o 
Onocleaceae

                     └─o
                       ├─o 
Dryopteridaceae

                       └─o
                         ├─o 
Lomariopsidaceae

                         └─o
                           ├─o 
Tectariaceae

                           └─o
                             ├─o 
Oleandraceae

                             └─o
                               ├─o 
Davalliaceae

                               └─o 
Polypodiaceae
```

## Galerie de photos

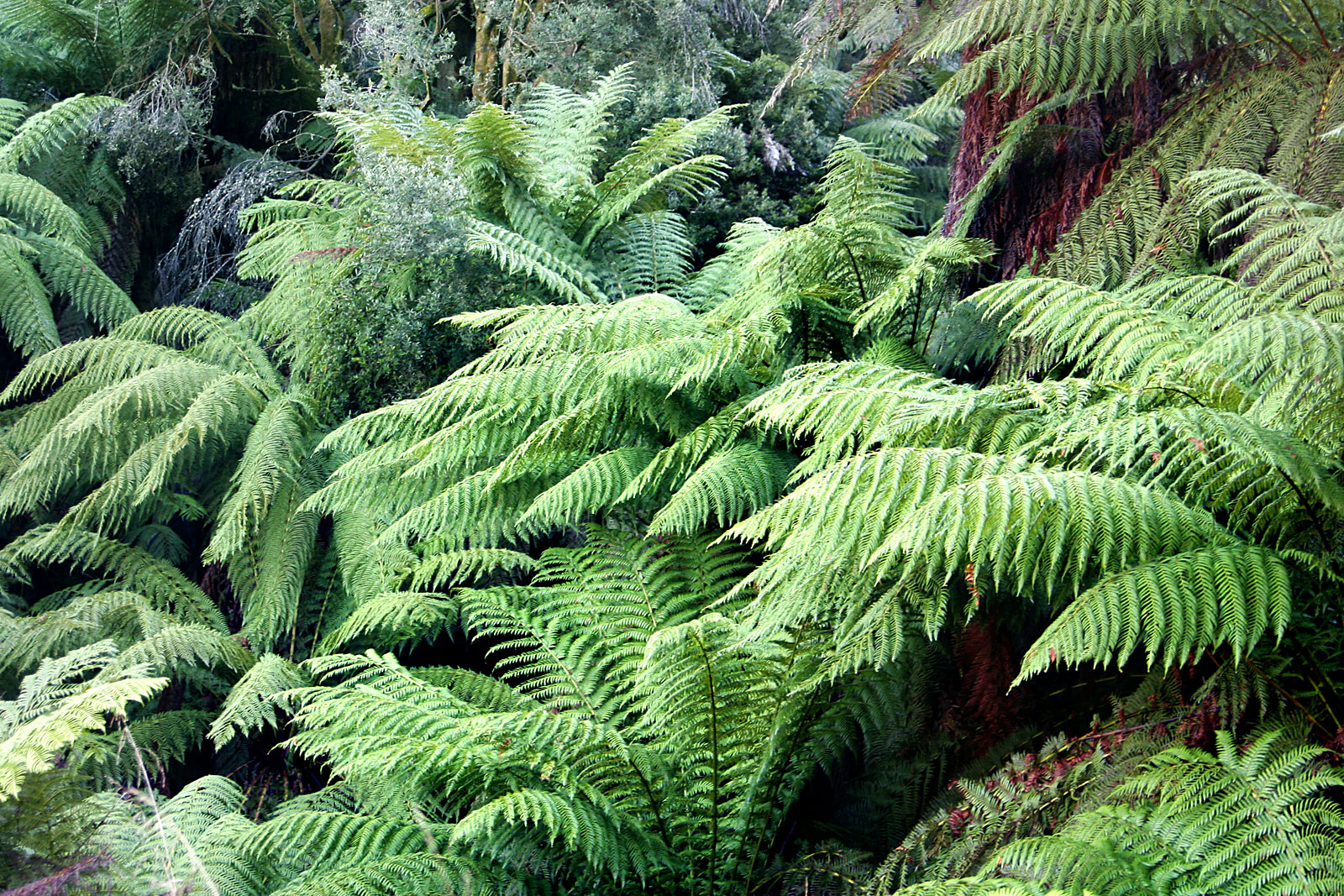
Dicksonia antarctica (Dicksoniaceae)
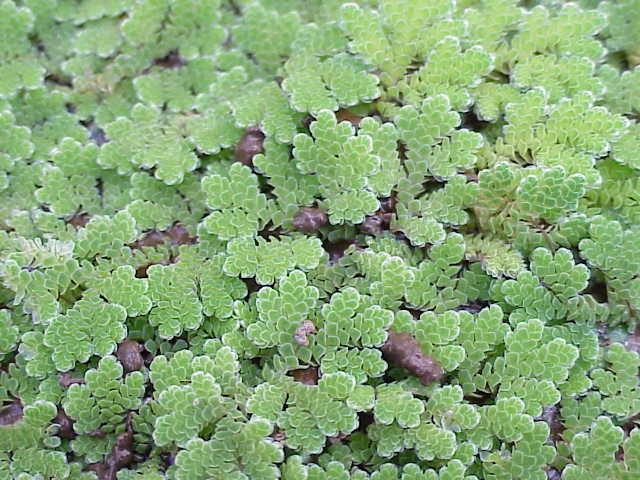
Azolla caroliniana (Azollaceae)
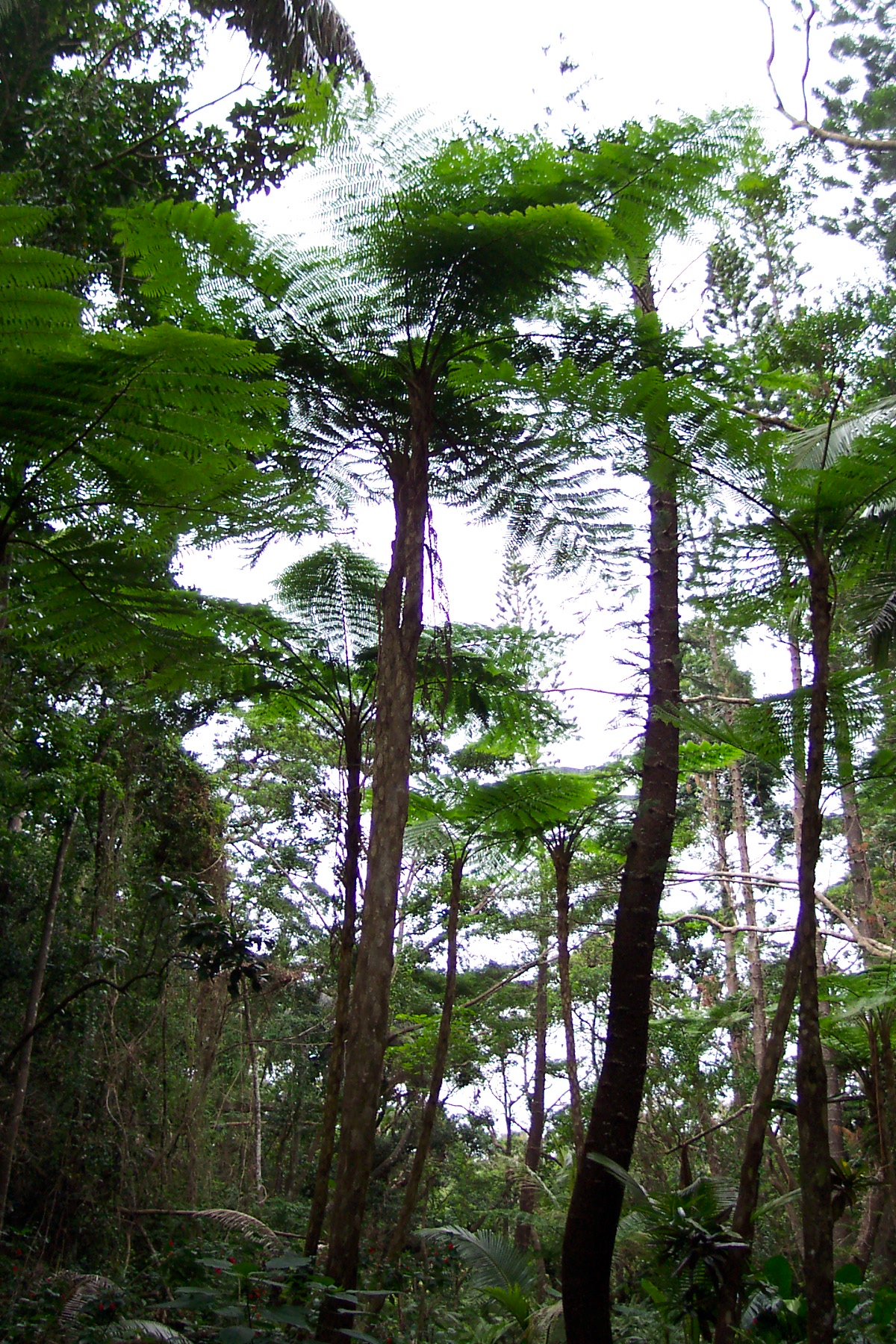
Fougères arborescentes (Filicophyta), île des Pins (Nouvelle-Calédonie)
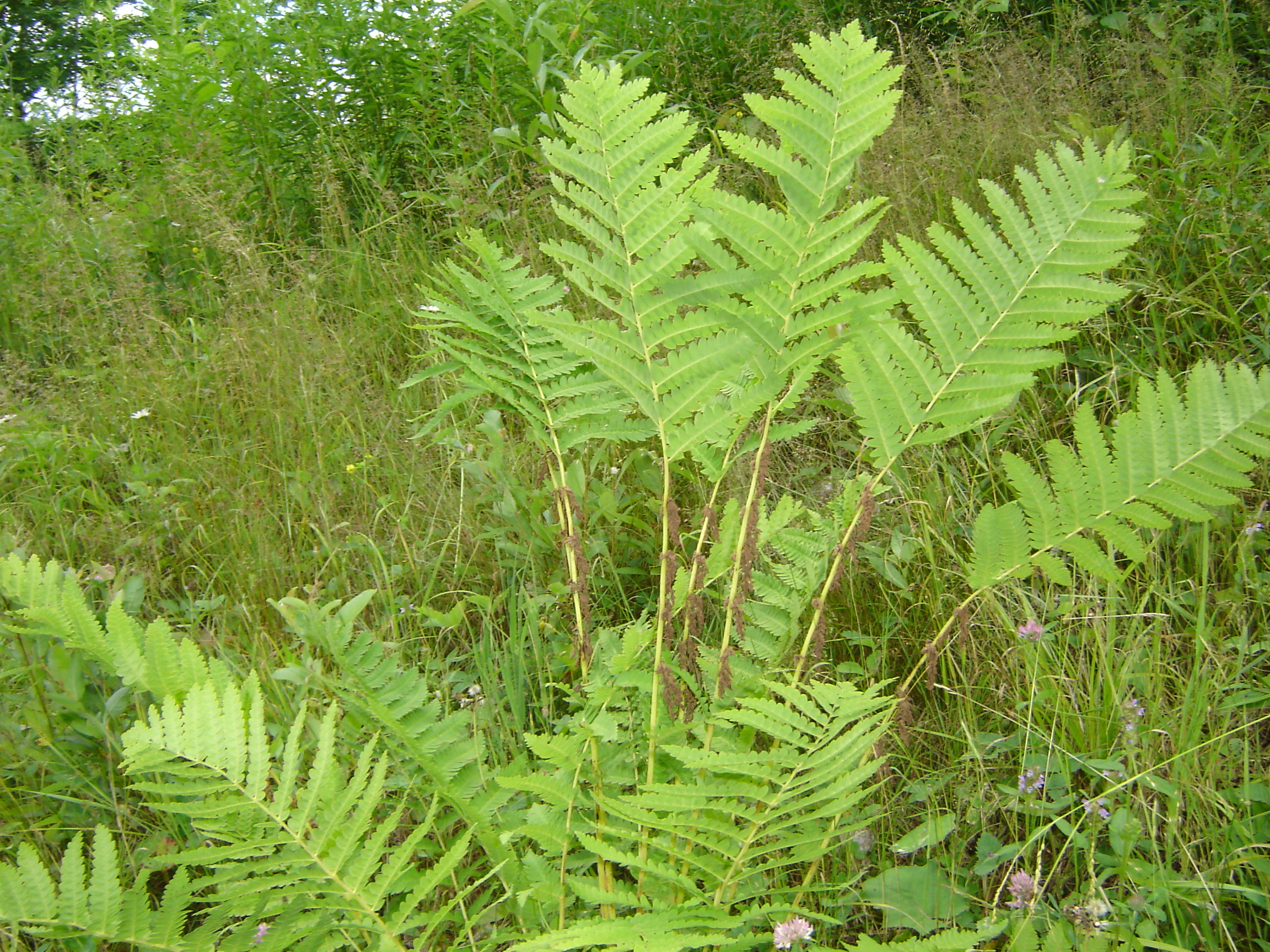
Osmunda claytoniana (Osmundaceae)
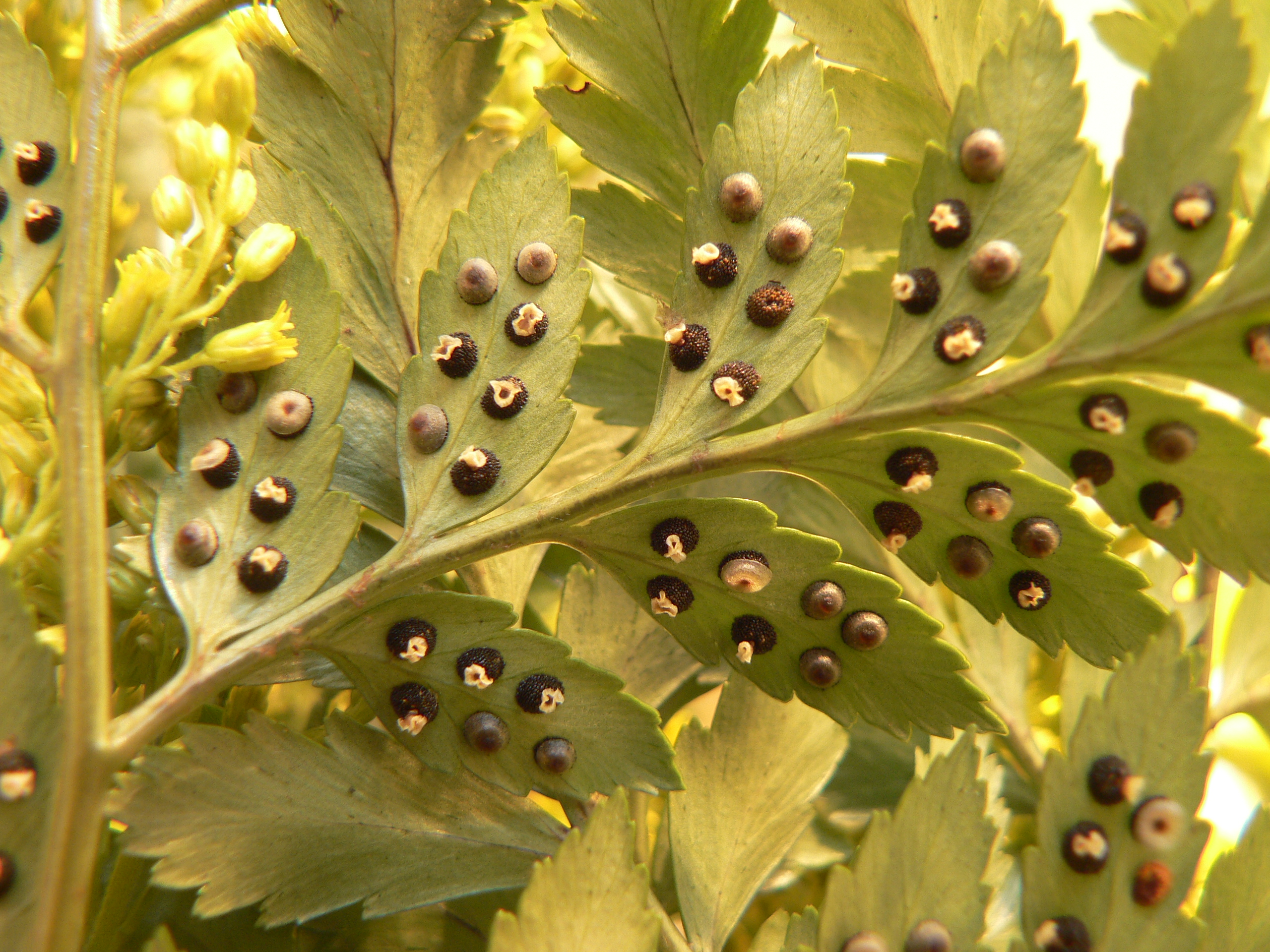
Sores de Rumohra sp. (Dryopteridaceae)
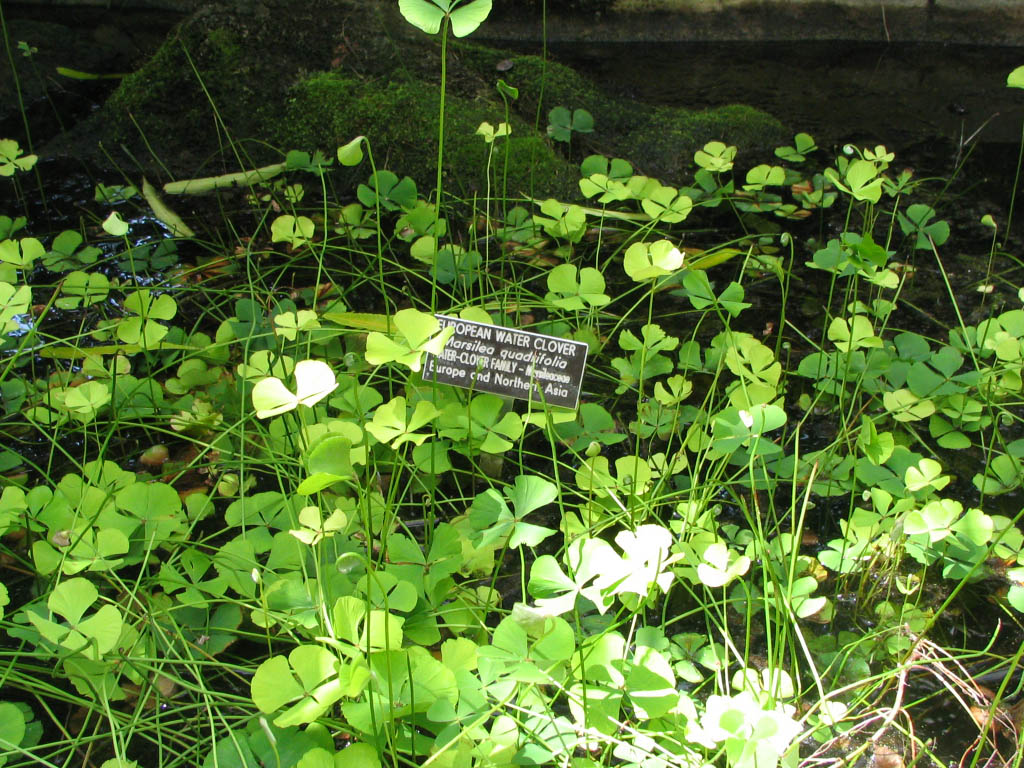
Marsilea quadrifolia (Marsileaceae)

## Sources
- « Evolution of Land Plants » in Angiosperm Phylogeny Website